# Замак Снежник
Замак Снежник се налази у Лошкој долини поред малог језера недалеко од Постојне у Словенији. Смештен је на обронцима истоимене планине недалеко од трасе старих путева (Пут ћилибара, римски и средњовековни путеви) који су везивали Балканско полуострво са средњом Европом односно трасе европског коридора Е6. Замак на овом месту се први пут помиње 1269. године, али је данашња грађевина из каснијег периода. Замак се тренутно рестаурира па је затворен за јавност.

## Положај и изглед замка
Налази се недалеко од села Козаришче, удаљеног 2,5 km од Ложа. Подигнут је као ловачки дом, односно летњиковац за одмор властеле. Смештен је на ивици шуме, уз обалу језерцета на обронцима планине по којој је и добио име.
У питању је троспратна грађевина која је свој данашњи изглед добила у доба док су њоме управљали саксонски принчеви из породице Шенбург-Валденбург( ).